# Ricky Mastro
Em 2000, Ricky Mastro recebe o seu primeiro diploma de artes dramáticas pela Universidade de Washington em Seattle. Após o seu retorno ao seu pais natal, o Brasil, ele se forma em Cinema pela Fundação Armando Álvares Penteado e faz o seu mestrado em comunicação em Visibilidade dos personagem LGBTI+ nas telas pela Universidade Anhembi Morumbi (São Paulo).
Em 2015, ele continua o seus estudos em Toulouse (França) na École Nationale Supérieure d’Audiovisuel de Toulouse onde ele obtém um Mestrado e um DURCA (Diplôme Universitaire de Recherche et de Création en Audiovisuel). Ricky Mastro já escreveu e dirigiu 7 curtas-metragens. Ele fez parte do projeto “Fucking Different São Paulo” que teve a sua estréia no Panorama de Belim em 2010.
No ano 2016, Ricky dirige o curta-metragem ‘Xavier’ que participa em mais de 60 festivais pelo mundo. O ‘Xavier’ participa da campanha organizada pelo British Council #Fivefilms4freedom que irá atingir 140,5 milhões de pessoas pelo mundo.
Ricky roda seu primeiro longa-metragem 7 minutos em Toulouse no primeiro semestre de 2018. Léon Diana é o produtor do filme junto com Yasmin Pastore Abdalla e Cosimo Santoro. Ricky é muito ativo no circuito dos festivais LGBTI+. Ele foi um dos criadores do RECIFEST em Recife e foi membro da Queer Palm. Ricky também participou duas vezes da curadoria do For Rainbow em Fortaleza e é programador do DIGO em Goiânia desde a sua primeira edição.

## Filmografia

### Longas-metragem
- 2020: 7 minutos[11]
- Em desenvolvimento: Jogos de Mente[12]

### Curtas-metragem
- 2017: La tempête, França, 16 minutes[13][14][15]
- 2016: La tapette, França,  9 minutes[16]
- 2015: Xavier, Brasil, 13 minutes[17]
- 2011: Koka, França, 5 minutes[18]
- 2010:  Felizes para sempre,  Brasil, Alemanha, 7 minutes[19]
- 2009: Cinco minutos, Brasil, 10 minutes[20][21]
- 2009: A mais forte, Brasil, 15 minutes[22]